# Бургімакмахі
Бургімакмахі (рос. Бургимакмахи) — село Акушинського району, Дагестану Росії. Входить до складу муніципального утворення Сільрада Бургімакмахінська.
Населення — 1285 (2010).

## Населення
За даними перепису населення 2002 року в селі мешкало 1185 осіб. У тому числі 599 (50,55 %) чоловіків та 586 (49,45 %) жінок.
Переважна більшість мешканців — даргинці (100 % від усіх мешканців). У селі переважає північнодаргинська мова.